# André Quitich
André Quitich, né le 10 novembre 1951 à Manawan au Québec, est un homme politique de la nation Atikamekw. Il a été grand chef et président du Conseil de la Nation Atikamekw de 2013 à 2014.

## Biographie
Originaire de Manawan, une réserve indienne de la Première Nation des Attikameks située au Québec, André Quitich a occupé durant une quarantaine d'années les fonctions de chef de la communauté, de directeur général, de directeur des services administratifs et financier et de directeur de l'école secondaire Otapi de Manawan.
De 2004 à 2007, il est le négociateur adjoint dans la revendication territoriale globale. Le 27 août 2013, à Wemotaci, au terme de deux tours de scrutin, il est élu grand chef et président du Conseil de la Nation Atikamekw, succédant à Eva Ottawa.
Durant son mandat, André Quitich a joué un rôle déterminant dans la revendication territoriale globale des Atikamekw, le Nitaskinan, un territoire de plus de 80 000 km2 au nord de Trois-Rivières.
Il contribue activement à l'avancement du projet Wikipetia Atikamekw nehiromowin depuis plusieurs années à Manawan.